# C8H9NOS
化学式C8H9NOS（摩尔质量：167.23 g/mol）可能指：
- 4-甲氧基硫代苯甲酰胺，CAS号：2362-64-3
- 4-乙酰氨基苯硫酚，CAS号：1126-81-4

|  | 这个同类索引页列出了具有相同分子式的化学物（即同分異構體）条目。 除非您是有意链接至本页，否则应将相应条目的内部链接指向正确的条目。 |